# 1927 في جمهورية أيرلندا
فيما يلي قوائم الأحداث التي وقعت خلال عام 1927 في جمهورية أيرلندا.

## سياسة

### تعيين في المنصب
- 23 يونيو – ديزموند فيتزجيرالد وزير الدفاع [الإنجليزية]‏.
- 23 يونيو – ريتشارد ملكاهي Minister for Housing, Local Government and Heritage [الإنجليزية]‏.

### انتهاء فترة المنصب
- 1 يناير – أوين ماكنيل نائب دييل.
- 1 يونيو – جورج نوبل بلونكيت نائب دييل.
- 23 يونيو – ديزموند فيتزجيرالد وزير الخارجية والتجارة [الإنجليزية]‏.

## مواليد

### يناير
- 20 يناير – جون أوكونيل سياسي أيرلندي.

### أكتوبر
- 9 أكتوبر – فرانك أوفاريل لاعب ومدرب كرة قدم أيرلندي.

## وفيات

### يناير
- 27 يناير – ويليام باتلر (مواليد 1860)

### يونيو
- 1 يونيو – جون بانيل بيوري (مواليد 1861)

### أكتوبر
- 3 أكتوبر – مارتن ستانيسلاوس برينان (مواليد 1845) عالم فلك أمريكي.